# هجرس سايكس
هجرس سايكس أو الهجرس أبيض العنق (الاسم العلمي:Cercopithecus albogularis) هو نوع من الحيوانات يتبع جنس الالهجرس من فصيلة سعادين العالم القديم.

## صورة إضافية

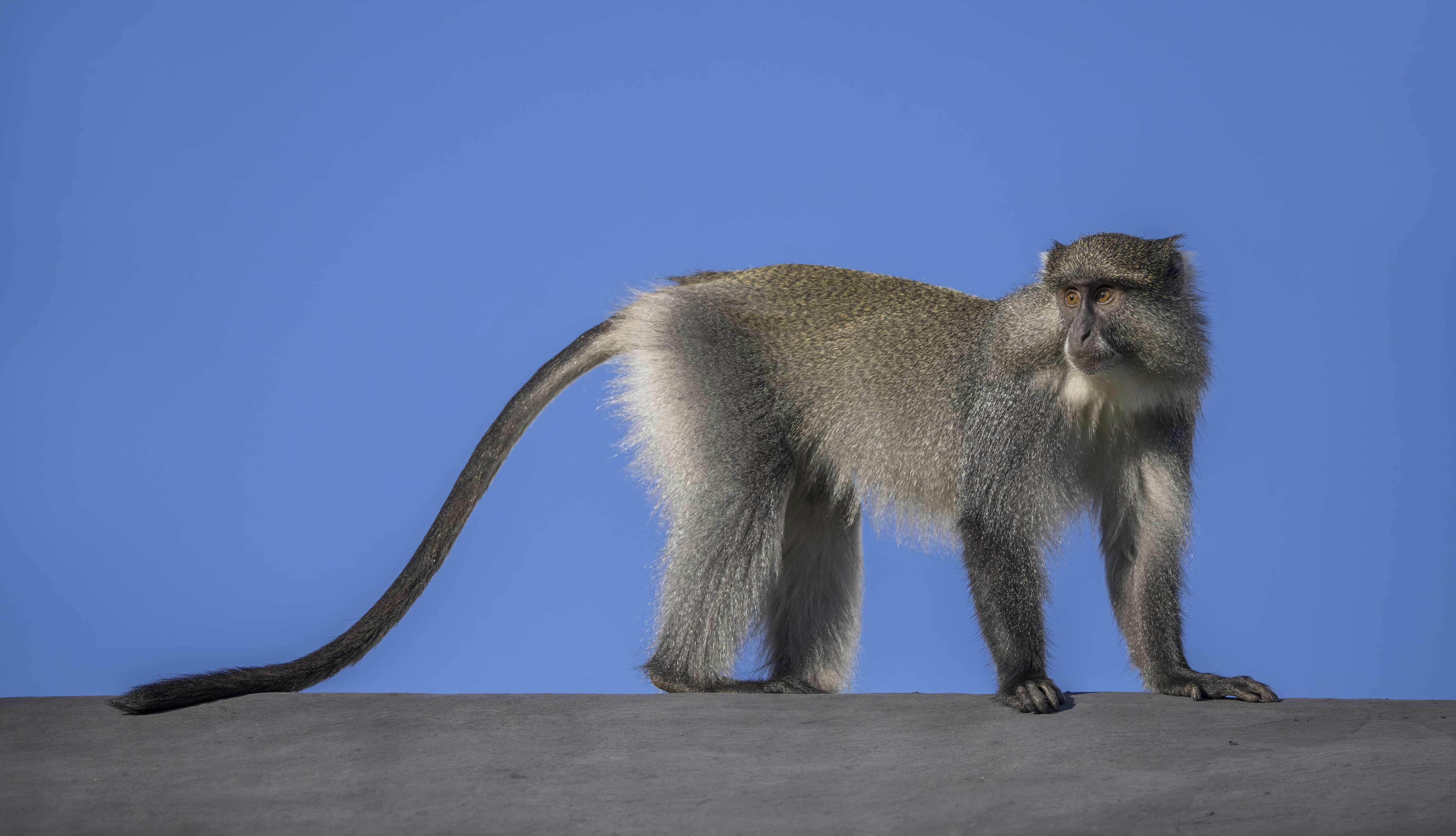
هجرس سايكس في جبل شيبا بجنوب إفريقيا
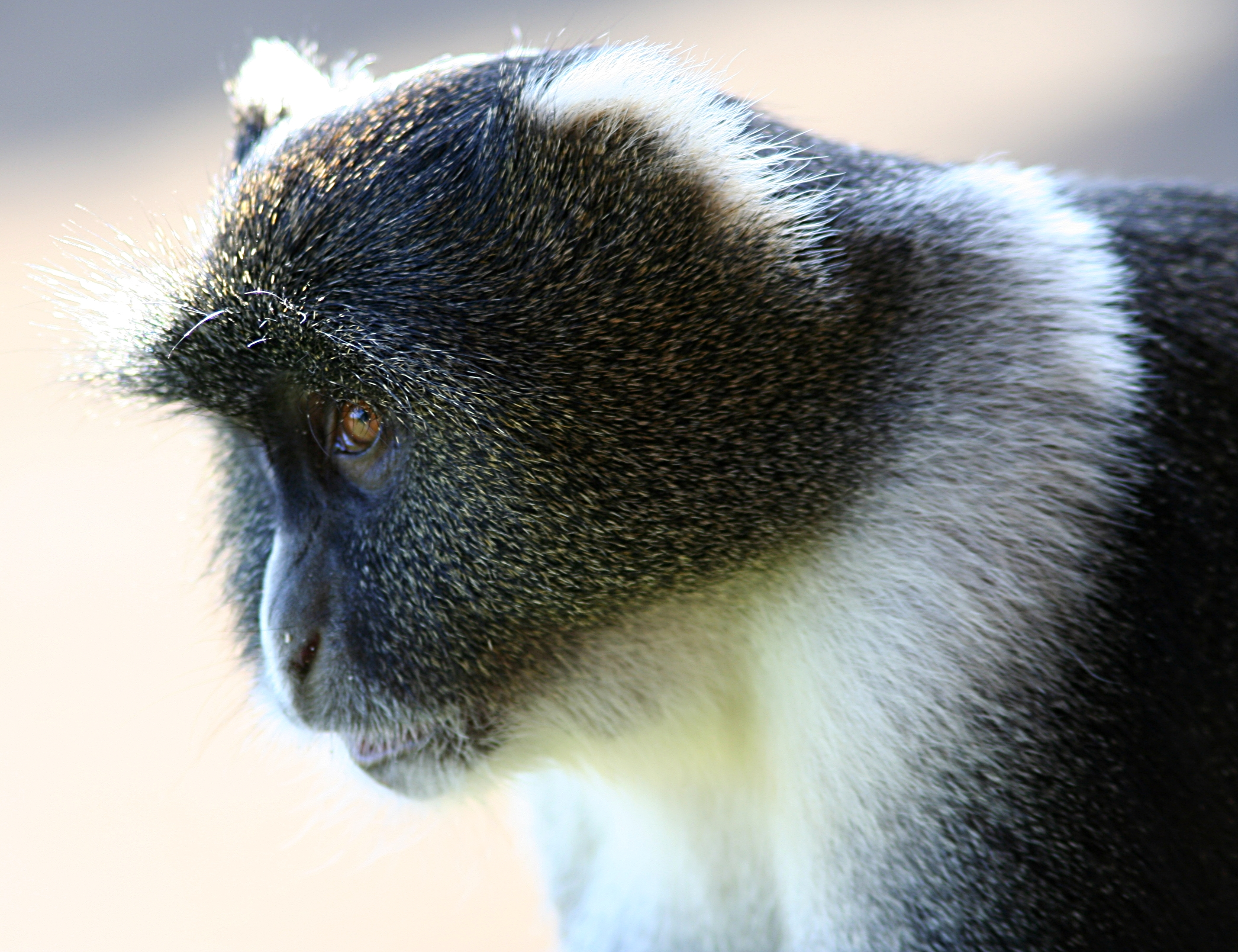
هجرس سايكس في جبل كينيا